# CA Paulista
CA Paulista was een Braziliaanse voetbalclub uit de stad São Paulo.

## Geschiedenis
De club werd in 1933 door een fusie tussen SC Internacional en Antárctica FC. Internacional werd in 1899 opgericht en was de derde oudste club van de stad, brouwerijclub Antárctica werd in 1915 opgericht. In 1934 speelde de club in de hoogste klasse van het staatskampioenschap en eindigde voorlaatste. Ook de volgende twee seizoenen eindigde de club bij de laatste drie. In 1937 fuseerde de club met CA Estudantes de São Paulo tot CA Estudantes Paulista, dat in 1938 opgeslorpt werd door São Paulo FC.